# Masora
Masora je poznámkový aparát přičleněný k židovské bibli. Rozlišujeme okrajovou a koncovou masoru. Okrajová je rozdělena na velkou a malou. Velká masora uvádí citace biblických míst a doplňuje malou masoru, která uvádí počet dalších míst, kde se dané slovo vyskytuje. Dnes vycházejí v samostatném svazku. Koncová masora obsahuje abecední seznam výrazů.